# Kildare Dobbs
Kildare Dobbs (10 octobre 1923 à Meerut, Uttar Pradesh, Inde - 1er avril 2013 à Toronto) est un écrivain, éditeur, critique littéraire et poète canadien d’origine indienne.

## Biographie
Il fait toutes ses études au St. Columba's College en Irlande puis au Collège jésuite de Cambridge avant de servir au sein de la Royal Navy lors de la Seconde Guerre mondiale. Émigrant au Canada au début des années 1950, il a été éditeur pour la maison Macmillan, chroniqueur littéraire pour le quotidien Toronto Star avant de cofonder, le Tamarack Review. Son éloquence et ses critiques truculentes lui vaudront de publier plusieurs ouvrages, notamment un recueil de poèmes Running to Paradise, qui remporta le prix du Gouverneur général en 1962, The Eleventh Hour: Poems for the Third Millennium et Running the Rapids: A Writer's Life.